# Tokarnia (Nowa Wieś)
Tokarnia – przysiółek wsi Nowa Wieś w Polsce położony w województwie podkarpackim, w powiecie przemyskim, w gminie Bircza, na Pogórzu Przemyskim.
W latach 1975–1998 przysiółek administracyjnie należał do województwa przemyskiego.